# 锦潭水库
锦潭水库位于中国广东省英德市西北部石牯塘镇，是以发电为主，兼有防洪、灌溉、供水、养殖等功能的大（二）型水库，是锦潭梯级（9级）水电站的龙头水库。
水库上游为乳源大峡谷，东北为船底顶。
大坝最高达123.3米，是广东省最高的大坝。